# 松平直温 (母里藩主)
松平 直温（まつだいら なおより/なおはる）は、出雲母里藩の第9代藩主。

## 略伝
文政13年（1830年）3月24日、美作津山藩の第7代藩主松平斉孝の五男として生まれる。天保11年（1840年）4月26日、母里藩の第8代藩主松平直興の婿養子となる。天保14年（1843年）9月13日、直興が病気により隠居したため家督を継いだ。
安政3年（1856年）9月21日に死去した。享年27。跡を長男の直哉が継いだ。